# Кубок Швеції 1980
Кубок Швеції 1980 — міжнародний хокейний турнір у Швеції, проходив 16 квітня — 24 квітня 1980 року у Гетеборзі. У турнірі брали участь національні збірні СРСР, Чехословаччини, Канади, Швеції та Фінляндії.

## Результати та таблиця
| 1. | СРСР           | *** | 7:2 | 2:1 | 6:3 | 4:1 | 4 | 4 | 0 | 0 | 19:7  | 8 |
| 2. | Швеція         | 2:7 | *** | 4:3 | 4:6 | 6:2 | 4 | 2 | 0 | 2 | 16:18 | 4 |
| 3. | Чехословаччина | 1:2 | 3:4 | *** | 5:2 | 6:1 | 4 | 2 | 0 | 2 | 15:9  | 4 |
| 4. | Фінляндія      | 3:6 | 6:4 | 2:5 | *** | 4:4 | 4 | 1 | 1 | 2 | 15:19 | 3 |
| 5. | Канада         | 1:4 | 2:6 | 1:6 | 4:4 | *** | 4 | 0 | 1 | 3 | 8:20  | 1 |

М — підсумкове місце, І — матчі, В — перемоги, Н — нічиї, П — поразки, Ш — закинуті та пропущені шайби, О — очки

## Найкращі гравці турніру
| Воротар   | Мирослав Краса    |
| Захисники | Рейо Руотсалайнен |
| Нападники | Сергій Макаров    |

## Найкращий бомбардир
- Микола Дроздецький 8 (4+4).